# ژوزه د کاور
ژوزه د کاور (انگلیسی: José De Cauwer؛ زادهٔ ۲۵ سپتامبر ۱۹۴۹) دوچرخه‌سوار اهل بلژیک است.
از باشگاه‌هایی که در آن بازی کرده‌است می‌توان به تیم دوچرخه‌سواری پژو اشاره کرد.